# مال خودم (فیلم)
مال خودم (به هندی: Mere Apne) فیلمی هندی محصول سال ۱۹۷۱ و به کارگردانی گلزار است. در این فیلم بازیگرانی همچون مینا کوماری، وینود کانا، شاتورگان سینها، دون ورما، آسرانی، دنی دنزونگپا، محمود علی، آبی باتاچاریا، لیلا میشارا، ای. کی. هانگال و یوگتا بالی ایفای نقش کرده‌اند.